# Stanley-Cup-Playoffs 1995
Die Playoffs um den Stanley Cup des Jahres 1995 begannen am 6. Mai 1995 und endeten am 24. Juni 1995 mit dem 4:0-Erfolg der New Jersey Devils über die Detroit Red Wings. Die Devils, die in Claude Lemieux den mit der Conn Smythe Trophy ausgezeichneten Most Valuable Player der Playoffs stellten, gewannen bei ihrer ersten Final-Teilnahme auch ihren ersten Stanley Cup der Franchise-Geschichte. Zudem wurde New Jersey als an Position fünf gesetztes Team zur am niedrigsten gesetzten Mannschaft in der Ligageschichte, die im Finale triumphieren konnte. Dies wurde erst bei den Playoffs 2012 von den Los Angeles Kings übertroffen. Die unterlegenen Red Wings hingegen, die in Sergei Fjodorow den Topscorer dieser post-season stellten, standen in ihrem ersten Finale seit 1966.
Die Canadiens de Montréal verpassten zum ersten Mal seit 1970 die Playoffs, sodass die zu diesem Zeitpunkt drittlängste Serie an aufeinander folgenden Playoff-Teilnahmen ein Ende fand. Ferner erreichte zum ersten Mal seit 1980 kein kanadisches Team das Conference-Finale bzw. Halbfinale.

## Modus
Nachdem sich aus jeder Conference die beiden Divisionssieger sowie die sechs weiteren punktbesten Teams der Conference qualifiziert haben, starten die im K.-o.-System ausgetragenen Playoffs. Dabei trifft der punktbeste Divisionssieger auf das achte und somit punktschlechteste qualifizierte Team, die Nummer 2 dieser Rangliste auf die Nummer 7 usw. Durch diesen Modus ist es möglich, dass eines oder mehrere qualifizierte Teams mehr Punkte als einer der Divisionssieger erzielt haben. Das gleiche Prinzip wird zur Bestimmung der Begegnungen der zweiten Playoff-Runde genutzt.
Jede Conference spielt in der Folge im Conference-Viertelfinale, Conference-Halbfinale und im Conference-Finale ihren Sieger aus, der dann im Finale um den Stanley Cup antritt. Alle Serien jeder Runde werden im Best-of-Seven-Modus ausgespielt, das heißt, dass ein Team vier Siege zum Erreichen der nächsten Runde benötigt. Das höher gesetzte Team hat dabei in den ersten beiden Spielen Heimrecht, die nächsten beiden das gegnerische Team. Sollte bis dahin kein Sieger aus der Runde hervorgegangen sein, wechselt das Heimrecht von Spiel zu Spiel. So hat die höher gesetzte Mannschaft in den Spielen 1, 2, 5 und 7, also vier der maximal sieben Spiele, einen Heimvorteil. Der Sieger der Eastern Conference wird mit der Prince of Wales Trophy ausgezeichnet und der Sieger der Western Conference mit der Clarence S. Campbell Bowl.
Bei Spielen, die nach der regulären Spielzeit von 60 Minuten unentschieden bleiben, folgt die Overtime. Sie endet durch das erste erzielte Tor (Sudden Death).

## Qualifizierte Teams
| Atlantic Division - (2) Philadelphia Flyers - (5) New Jersey Devils - (6) Washington Capitals - (8) New York Rangers Northeast Division - (1) Nordiques de Québec - (3) Pittsburgh Penguins - (4) Boston Bruins - (7) Buffalo Sabres | Central Division - (1) Detroit Red Wings - (3) St. Louis Blues - (4) Chicago Blackhawks - (5) Toronto Maple Leafs - (8) Dallas Stars Pacific Division - (2) Calgary Flames - (6) Vancouver Canucks - (7) San Jose Sharks |

## Playoff-Baum
|  | Conference-Viertelfinale                              | Conference-Viertelfinale | Conference-Viertelfinale |                    | Conference-Halbfinale | Conference-Halbfinale | Conference-Halbfinale |                   |                   | Conference-Finale | Conference-Finale | Conference-Finale |  |  | Stanley-Cup-Finale | Stanley-Cup-Finale | Stanley-Cup-Finale |
|  |                                                       |                          |                          |                    |                       |                       |                       |                   |                   |                   |                   |                   |  |  |                    |                    |                    |
|  | 1                                                     | Québec Nordiques         | 2                        |                    | 2                     | Philadelphia Flyers   | 4                     |                   |                   |                   |                   |                   |  |  |                    |                    |                    |
|  | 8                                                     | New York Rangers         | 4                        | 8                  | New York Rangers      | 0                     |                       |                   |                   |                   |                   |                   |  |  |                    |                    |                    |
|  |                                                       |                          |                          |                    |                       |                       |                       |                   |                   |                   |                   |                   |  |  |                    |                    |                    |
|  | 2                                                     | Philadelphia Flyers      | 4                        | Eastern Conference | Eastern Conference    | Eastern Conference    |                       |                   |                   |                   |                   |                   |  |  |                    |                    |                    |
|  | 2                                                     | Philadelphia Flyers      | 4                        | Eastern Conference | Eastern Conference    | Eastern Conference    |                       |                   |                   |                   |                   |                   |  |  |                    |                    |                    |
|  | 7                                                     | Buffalo Sabres           | 1                        |                    |                       |                       |                       |                   |                   |                   |                   |                   |  |  |                    |                    |                    |
|  | 7                                                     | Buffalo Sabres           | 1                        | 2                  | Philadelphia Flyers   | 2                     |                       |                   |                   |                   |                   |                   |  |  |                    |                    |                    |
|  |                                                       |                          |                          | 2                  | Philadelphia Flyers   | 2                     |                       |                   |                   |                   |                   |                   |  |  |                    |                    |                    |
|  |                                                       | 5                        | New Jersey Devils        | 4                  |                       |                       |                       |                   |                   |                   |                   |                   |  |  |                    |                    |                    |
|  | 3                                                     | 5                        | New Jersey Devils        | 4                  | Pittsburgh Penguins   | 4                     |                       |                   |                   |                   |                   |                   |  |  |                    |                    |                    |
|  | 3                                                     |                          |                          |                    | Pittsburgh Penguins   | 4                     |                       |                   |                   |                   |                   |                   |  |  |                    |                    |                    |
|  | 6                                                     | Washington Capitals      | 3                        |                    |                       |                       |                       |                   |                   |                   |                   |                   |  |  |                    |                    |                    |
|  | 6                                                     | Washington Capitals      | 3                        |                    |                       |                       |                       |                   |                   |                   |                   |                   |  |  |                    |                    |                    |
|  |                                                       |                          |                          |                    |                       |                       |                       |                   |                   |                   |                   |                   |  |  |                    |                    |                    |
|  | 4                                                     | Boston Bruins            | 1                        | 3                  | Pittsburgh Penguins   | 1                     |                       |                   |                   |                   |                   |                   |  |  |                    |                    |                    |
|  | 4                                                     | Boston Bruins            | 1                        | 3                  | Pittsburgh Penguins   | 1                     |                       |                   |                   |                   |                   |                   |  |  |                    |                    |                    |
|  | 5                                                     | New Jersey Devils        | 4                        | 5                  | New Jersey Devils     | 4                     |                       |                   |                   |                   |                   |                   |  |  |                    |                    |                    |
|  | 5                                                     | New Jersey Devils        | 4                        | 5                  | New Jersey Devils     | 4                     | E5                    | New Jersey Devils | 4                 |                   |                   |                   |  |  |                    |                    |                    |
|  | (Die Teams werden nach der ersten Runde neu gesetzt.) |                          |                          |                    |                       |                       | E5                    | New Jersey Devils | 4                 |                   |                   |                   |  |  |                    |                    |                    |
|  |                                                       | W1                       | Detroit Red Wings        | 0                  |                       |                       |                       |                   |                   |                   |                   |                   |  |  |                    |                    |                    |
|  | 1                                                     | W1                       | Detroit Red Wings        | 0                  | Detroit Red Wings     | 4                     |                       | 1                 | Detroit Red Wings | 4                 |                   |                   |  |  |                    |                    |                    |
|  | 1                                                     |                          |                          |                    | Detroit Red Wings     | 4                     |                       | 1                 | Detroit Red Wings | 4                 |                   |                   |  |  |                    |                    |                    |
|  | 8                                                     | Dallas Stars             | 1                        | 7                  | San Jose Sharks       | 0                     |                       |                   |                   |                   |                   |                   |  |  |                    |                    |                    |
|  | 8                                                     | Dallas Stars             | 1                        | 7                  | San Jose Sharks       | 0                     |                       |                   |                   |                   |                   |                   |  |  |                    |                    |                    |
|  |                                                       |                          |                          |                    |                       |                       |                       |                   |                   |                   |                   |                   |  |  |                    |                    |                    |
|  | 2                                                     | Calgary Flames           | 3                        |                    |                       |                       |                       |                   |                   |                   |                   |                   |  |  |                    |                    |                    |
|  | 2                                                     | Calgary Flames           | 3                        |                    |                       |                       |                       |                   |                   |                   |                   |                   |  |  |                    |                    |                    |
|  | 7                                                     | San Jose Sharks          | 4                        |                    |                       |                       |                       |                   |                   |                   |                   |                   |  |  |                    |                    |                    |
|  | 7                                                     | San Jose Sharks          | 4                        | 1                  | Detroit Red Wings     | 4                     |                       |                   |                   |                   |                   |                   |  |  |                    |                    |                    |
|  |                                                       |                          |                          | 1                  | Detroit Red Wings     | 4                     |                       |                   |                   |                   |                   |                   |  |  |                    |                    |                    |
|  |                                                       | 4                        | Chicago Blackhawks       | 1                  |                       |                       |                       |                   |                   |                   |                   |                   |  |  |                    |                    |                    |
|  | 3                                                     | 4                        | Chicago Blackhawks       | 1                  | St. Louis Blues       | 3                     |                       |                   |                   |                   |                   |                   |  |  |                    |                    |                    |
|  | 3                                                     |                          |                          |                    | St. Louis Blues       | 3                     |                       |                   |                   |                   |                   |                   |  |  |                    |                    |                    |
|  | 6                                                     | Vancouver Canucks        | 4                        | Western Conference | Western Conference    | Western Conference    |                       |                   |                   |                   |                   |                   |  |  |                    |                    |                    |
|  | 6                                                     | Vancouver Canucks        | 4                        | Western Conference | Western Conference    | Western Conference    |                       |                   |                   |                   |                   |                   |  |  |                    |                    |                    |
|  |                                                       |                          |                          |                    |                       |                       |                       |                   |                   |                   |                   |                   |  |  |                    |                    |                    |
|  | 4                                                     | Chicago Blackhawks       | 4                        | 4                  | Chicago Blackhawks    | 4                     |                       |                   |                   |                   |                   |                   |  |  |                    |                    |                    |
|  | 5                                                     | Toronto Maple Leafs      | 3                        | 6                  | Vancouver Canucks     | 0                     |                       |                   |                   |                   |                   |                   |  |  |                    |                    |                    |

## Conference-Viertelfinale

### Eastern Conference

#### (1) Québec Nordiques – (8) New York Rangers
| 6. Mai 1995 | Québec Nordiques Scott Young (17:03) Joe Sakic (19:41) Joe Sakic (49:44) Bob Bassen (54:07) Joe Sakic (59:22) | 5:4 (2:1, 0:3, 3:0) Spielbericht Stand: 1:0 | New York Rangers Adam Graves (4:34) Adam Graves (25:08) Alexander Karpowzew (29:27) Alexei Kowaljow (38:51) | Colisée de Québec, Québec City, Québec Zuschauer: 14.360 |

| 8. Mai 1995 | Québec Nordiques Bob Bassen (22:38) Janne Laukkanen (33:37) Waleri Kamenski (56:10) | 3:8 (0:1, 2:3, 1:4) Spielbericht Stand: 1:1 | New York Rangers Steve Larmer (11:48) Adam Graves (25:37) Sergei Nemtschinow (26:10) Mark Messier (32:41) Sergei Subow (45:35) Petr Nedvěd (48:33) Sergei Nemtschinow (51:09) Petr Nedvěd (58:31) | Colisée de Québec, Québec City, Québec Zuschauer: 14.178 |

| 10. Mai 1995 | New York Rangers Adam Graves (8:50) Sergei Subow (10:58) Sergei Nemtschinow (34:19) Brian Leetch (52:42) | 4:3 (2:1, 1:1, 1:1) Spielbericht Stand: 2:1 | Québec Nordiques Scott Young (1:54) Peter Forsberg (37:14) Owen Nolan (48:00) | Madison Square Garden, New York City, New York Zuschauer: 18.200 |

| 12. Mai 1995 | New York Rangers Brian Leetch (24:28) Alexei Kowaljow (42:03) Steve Larmer (68:09) | 3:2 n. V. (0:2, 1:0, 1:0, 1:0) Spielbericht Stand: 3:1 | Québec Nordiques Craig Wolanin (3:50) Owen Nolan (9:40) | Madison Square Garden, New York City, New York Zuschauer: 18.200 |

| 14. Mai 1995 | Québec Nordiques Mike Ricci (4:53) Wendel Clark (11:09) Chris Simon (11:40) Scott Young (59:27) | 4:2 (3:2, 0:0, 1:0) Spielbericht Stand: 2:3 | New York Rangers Mark Messier (6:51) Pat Verbeek (17:34) | Colisée de Québec, Québec City, Québec Zuschauer: 14.647 |

| 16. Mai 1995 | New York Rangers Pat Verbeek (2:11) Alexei Kowaljow (8:26) Sergei Nemtschinow (19:57) Alexei Kowaljow (30:18) | 4:2 (3:0, 1:1, 0:1) Spielbericht Stand: 4:2 | Québec Nordiques Joe Sakic (35:56) Peter Forsberg (45:34) | Madison Square Garden, New York City, New York Zuschauer: 18.200 |

#### (2) Philadelphia Flyers – (7) Buffalo Sabres
| 7. Mai 1995 | Philadelphia Flyers Rob DiMaio (10:18) Brent Fedyk (36:51) Kevin Haller (38:19) Karl Dykhuis (71:06) | 4:3 n. V. (1:1, 2:1, 0:1, 1:0) Spielbericht Stand: 1:0 | Buffalo Sabres Jason Dawe (1:47) Pat LaFontaine (23:15) Jason Dawe (52:33) | CoreStates Spectrum, Philadelphia, Pennsylvania Zuschauer: 17.380 |

| 8. Mai 1995 | Philadelphia Flyers Rod Brind’Amour (3:04) Rob DiMaio (31:43) Anatoli Semjonow (38:39) | 3:1 (1:0, 2:1, 0:0) Spielbericht Stand: 2:0 | Buffalo Sabres Brian Holzinger (32:34) | CoreStates Spectrum, Philadelphia, Pennsylvania Zuschauer: 17.380 |

| 10. Mai 1995 | Buffalo Sabres Donald Audette (12:43) Wayne Presley (14:13) Alexander Mogilny (59:00) | 3:1 (2:1, 0:0, 1:0) Spielbericht Stand: 1:2 | Philadelphia Flyers Karl Dykhuis (5:18) | Buffalo Memorial Auditorium, Buffalo, New York Zuschauer: 13.256 |

| 12. Mai 1995 | Buffalo Sabres Alexander Mogilny (47:18) Pat LaFontaine (47:55) | 2:4 (0:1, 0:3, 2:0) Spielbericht Stand: 1:3 | Philadelphia Flyers Rod Brind’Amour (17:51) Brent Fedyk (22:08) Éric Desjardins (37:14) John LeClair (38:56) | Buffalo Memorial Auditorium, Buffalo, New York Zuschauer: 16.230 |

| 14. Mai 1995 | Philadelphia Flyers Rod Brind’Amour (4:30) Kevin Haller (14:19) Eric Lindros (17:45) Patrik Juhlin (18:04) John LeClair (24:56) Kevin Dineen (55:40) | 6:4 (4:0, 1:2, 1:2) Spielbericht Stand: 4:1 | Buffalo Sabres Wayne Presley (32:59) Wayne Presley (39:51) Alexander Mogilny (53:00) Brian Holzinger (59:53) | CoreStates Spectrum, Philadelphia, Pennsylvania Zuschauer: 17.380 |

#### (3) Pittsburgh Penguins – (6) Washington Capitals
| 6. Mai 1995 | Pittsburgh Penguins Len Barrie (1:37) Kevin Stevens (20:41) Tomas Sandström (21:38) Jaromír Jágr (54:42) | 4:5 (1:1, 2:2, 1:2) Spielbericht Stand: 0:1 | Washington Capitals Dale Hunter (10:25) Sergei Gontschar (23:57) Steve Konowalchuk (30:59) Dale Hunter (40:29) Sergei Gontschar (42:17) | Civic Arena, Pittsburgh, Pennsylvania Zuschauer: 15.910 |

| 8. Mai 1995 | Pittsburgh Penguins Larry Murphy (3:35) Luc Robitaille (41:06) Jaromír Jágr (41:35) Kevin Stevens (44:20) Luc Robitaille (59:19) | 5:3 (1:3, 0:0, 4:0) Spielbericht Stand: 1:1 | Washington Capitals Sylvain Côté (4:12) Peter Bondra (9:50) Keith Jones (12:43) | Civic Arena, Pittsburgh, Pennsylvania Zuschauer: 15.079 |

| 10. Mai 1995 | Washington Capitals Calle Johansson (3:01) Keith Jones (26:58) Peter Bondra (29:59) Keith Jones (34:27) Joé Juneau (41:37) Calle Johansson (53:07) | 6:2 (1:0, 3:0, 2:2) Spielbericht Stand: 2:1 | Pittsburgh Penguins Ron Francis (47:20) Luc Robitaille (48:06) | US Airways Arena, Landover, Maryland Zuschauer: 17.021 |

| 12. Mai 1995 | Washington Capitals Steve Konowalchuk (0:40) Michal Pivoňka (12:51) Rob Pearson (32:38) Dmytro Chrystytsch (41:50) Joé Juneau (46:03) Peter Bondra (46:38) | 6:2 (2:2, 1:0, 3:0) Spielbericht Stand: 3:1 | Pittsburgh Penguins Larry Murphy (10:58) Jaromír Jágr (16:39) | US Airways Arena, Landover, Maryland Zuschauer: 18.130 |

| 14. Mai 1995 | Pittsburgh Penguins Jaromír Jágr (17:30) Kevin Stevens (25:57) Ron Francis (35:42) Jaromír Jágr (48:23) Kevin Stevens (51:42) Luc Robitaille (64:30) | 6:5 n. V. (1:2, 2:1, 2:2, 1:0) Spielbericht Stand: 2:3 | Washington Capitals Dale Hunter (11:19) Calle Johansson (15:36) Dale Hunter (29:27) Peter Bondra (47:14) Peter Bondra (48:49) | Civic Arena, Pittsburgh, Pennsylvania Zuschauer: 16.083 |

| 16. Mai 1995 | Washington Capitals Keith Jones (58:33) | 1:7 (0:4, 0:2, 1:1) Spielbericht Stand: 3:3 | Pittsburgh Penguins Luc Robitaille (0:42) Jaromír Jágr (3:37) Jaromír Jágr (9:31) Luc Robitaille (12:02) Troy Murray (35:27) Tomas Sandström (38:48) Tomas Sandström (40:27) | US Airways Arena, Landover, Maryland Zuschauer: 15.412 |

| 18. Mai 1995 | Pittsburgh Penguins Norm Maciver (1:37) Ron Francis (15:40) Troy Murray (59:56) | 3:0 (2:0, 0:0, 1:0) Spielbericht Stand: 4:3 | Washington Capitals | Civic Arena, Pittsburgh, Pennsylvania Zuschauer: 17.181 |

#### (4) Boston Bruins – (5) New Jersey Devils
| 7. Mai 1995 | Boston Bruins | 0:5 (0:3, 0:1, 0:1) Spielbericht Stand: 0:1 | New Jersey Devils Stéphane Richer (6:55) Claude Lemieux (16:04) Claude Lemieux (19:12) Tommy Albelin (34:59) Randy McKay (45:01) | Boston Garden, Boston, Massachusetts Zuschauer: 14.448 |

| 8. Mai 1995 | Boston Bruins | 0:3 (0:1, 0:0, 0:2) Spielbericht Stand: 0:2 | New Jersey Devils Stéphane Richer (14:10) Neal Broten (58:30) Tom Chorske (59:29) | Boston Garden, Boston, Massachusetts Zuschauer: 14.448 |

| 10. Mai 1995 | New Jersey Devils Jim Dowd (24:07) Scott Niedermayer (44:34) | 2:3 (0:0, 1:3, 1:0) Spielbericht Stand: 2:1 | Boston Bruins Mats Näslund (29:51) Mariusz Czerkawski (31:56) Cam Neely (38:50) | Brendan Byrne Arena, East Rutherford, New Jersey Zuschauer: 16.523 |

| 12. Mai 1995 | New Jersey Devils Randy McKay (68:51) | 1:0 n. V. (0:0, 0:0, 0:0, 1:0) Spielbericht Stand: 3:1 | Boston Bruins | Brendan Byrne Arena, East Rutherford, New Jersey Zuschauer: 19.040 |

| 14. Mai 1995 | Boston Bruins Cam Neely (20:35) Adam Oates (55:19) | 2:3 (0:1, 1:1, 1:1) Spielbericht Stand: 1:4 | New Jersey Devils Bill Guerin (9:00) Shawn Chambers (33:54) Waleri Selepukin (44:50) | Boston Garden, Boston, Massachusetts Zuschauer: 14.448 |

### Western Conference

#### (1) Detroit Red Wings – (8) Dallas Stars
| 7. Mai 1995 | Detroit Red Wings Ray Sheppard (7:05) Steve Yzerman (20:57) Nicklas Lidström (40:42) Wjatscheslaw Koslow (50:15) | 4:3 (1:0, 1:1, 2:2) Spielbericht Stand: 1:0 | Dallas Stars Dean Evason (20:45) Paul Broten (43:52) Trent Klatt (47:50) | Joe Louis Arena, Detroit, Michigan Zuschauer: 19.875 |

| 9. Mai 1995 | Detroit Red Wings Paul Coffey (3:44) Nicklas Lidström (4:27) Nicklas Lidström (17:39) Keith Primeau (28:33) | 4:1 (3:1, 1:0, 0:0) Spielbericht Stand: 2:0 | Dallas Stars Peter Zezel (8:10) | Joe Louis Arena, Detroit, Michigan Zuschauer: 19.875 |

| 11. Mai 1995 | Dallas Stars Dave Gagner (13:49) | 1:5 (1:2, 0:2, 0:1) Spielbericht Stand: 0:3 | Detroit Red Wings Dino Ciccarelli (3:17) Wjatscheslaw Koslow (10:32) Keith Primeau (23:08) Dino Ciccarelli (35:37) Dino Ciccarelli (50:22) | Reunion Arena, Dallas, Texas Zuschauer: 16.214 |

| 14. Mai 1995 | Dallas Stars Greg Adams (10:52) Kevin Hatcher (14:00) Corey Millen (53:49) Greg Adams (55:19) | 4:1 (2:0, 0:0, 2:1) Spielbericht Stand: 1:3 | Detroit Red Wings Kris Draper (54:58) | Reunion Arena, Dallas, Texas Zuschauer: 16.004 |

| 15. Mai 1995 | Detroit Red Wings Darren McCarty (17:35) Dino Ciccarelli (39:17) Wjatscheslaw Koslow (46:08) | 3:1 (1:0, 1:1, 1:0) Spielbericht Stand: 4:1 | Dallas Stars Kevin Hatcher (22:12) | Joe Louis Arena, Detroit, Michigan Zuschauer: 19.875 |

#### (2) Calgary Flames – (7) San Jose Sharks
| 7. Mai 1995 | Calgary Flames Paul Kruse (2:26) Theoren Fleury (38:19) Steve Chiasson (43:53) German Titow (59:54) | 4:5 (1:3, 1:2, 2:0) Spielbericht Stand: 0:1 | San Jose Sharks Sergei Makarow (4:44) Mike Rathje (14:46) Ulf Dahlén (17:15) Jamie Baker (22:58) Jamie Baker (39:42) | Olympic Saddledome, Calgary, Alberta Zuschauer: 15.624 |

| 9. Mai 1995 | Calgary Flames German Titow (7:26) Sheldon Kennedy (13:49) Kelly Kisio (45:58) Robert Reichel (59:13) | 4:5 n. V. (2:1, 0:2, 2:1, 0:1) Spielbericht Stand: 0:2 | San Jose Sharks Sandis Ozoliņš (19:29) Chris Tancill (25:09) Pat Falloon (33:29) Sandis Ozoliņš (48:42) Ulf Dahlén (72:21) | Olympic Saddledome, Calgary, Alberta Zuschauer: 16.389 |

| 11. Mai 1995 | San Jose Sharks Ulf Dahlén (5:42) Mike Rathje (30:48) | 2:9 (1:4, 1:2, 0:3) Spielbericht Stand: 2:1 | Calgary Flames Paul Kruse (0:43) Mike Sullivan (1:20) Mike Sullivan (5:17) Ronnie Stern (7:15) Kelly Kisio (21:28) Joe Nieuwendyk (23:18) Mike Sullivan (41:02) Joe Nieuwendyk (42:00) Kelly Kisio (57:19) | San Jose Arena, San José, Kalifornien Zuschauer: 17.190 |

| 13. Mai 1995 | San Jose Sharks Jeff Friesen (25:45) Mike Rathje (30:35) Sergei Makarow (54:34) Ulf Dahlén (59:51) | 4:6 (0:1, 2:3, 2:2) Spielbericht Stand: 2:2 | Calgary Flames Theoren Fleury (9:08) Theoren Fleury (21:19) Theoren Fleury (23:25) Ronnie Stern (38:01) Robert Reichel (49:55) Theoren Fleury (59:58) | San Jose Arena, San José, Kalifornien Zuschauer: 17.190 |

| 15. Mai 1995 | Calgary Flames Joe Nieuwendyk (6:07) Theoren Fleury (10:12) Theoren Fleury (18:44) German Titow (48:54) Ronnie Stern (59:51) | 5:0 (3:0, 0:0, 2:0) Spielbericht Stand: 3:2 | San Jose Sharks | Olympic Saddledome, Calgary, Alberta Zuschauer: 18.298 |

| 17. Mai 1995 | San Jose Sharks Sandis Ozoliņš (3:15) Craig Janney (21:56) Jeff Odgers (33:17) Craig Janney (39:23) Ray Whitney (48:38) | 5:3 (1:2, 3:0, 1:1) Spielbericht Stand: 3:3 | Calgary Flames German Titow (6:44) Sheldon Kennedy (18:11) Paul Kruse (57:45) | San Jose Arena, San José, Kalifornien Zuschauer: 17.190 |

| 19. Mai 1995 | Calgary Flames Paul Kruse (39:19) Sheldon Kennedy (44:14) Joe Nieuwendyk (53:22) German Titow (54:04) | 4:5 n. V. (0:1, 1:1, 3:2, 0:0, 0:1) Spielbericht Stand: 3:4 | San Jose Sharks Pat Falloon (6:50) Igor Larionow (29:30) Pat Falloon (40:19) Craig Janney (51:33) Ray Whitney (81:54) | Olympic Saddledome, Calgary, Alberta Zuschauer: 20.230 |

#### (3) St. Louis Blues – (6) Vancouver Canucks
| 7. Mai 1995 | St. Louis Blues Brett Hull (18:18) Adam Creighton (21:16) | 2:1 (1:0, 1:1, 0:0) Spielbericht Stand: 1:0 | Vancouver Canucks Pawel Bure (30:32) | Kiel Center, St. Louis, Missouri Zuschauer: 18.788 |

| 9. Mai 1995 | St. Louis Blues Todd Elik (7:42) Todd Elik (16:57) Al MacInnis (30:27) | 3:5 (2:1, 1:2, 0:2) Spielbericht Stand: 1:1 | Vancouver Canucks Sergio Momesso (19:21) Dave Babych (22:14) Jyrki Lumme (35:15) Russ Courtnall (48:11) Pawel Bure (50:18) | Kiel Center, St. Louis, Missouri Zuschauer: 18.876 |

| 11. Mai 1995 | Vancouver Canucks Jyrki Lumme (1:18) Geoff Courtnall (4:30) Dave Babych (10:53) Sergio Momesso (25:16) Sergio Momesso (38:34) Trevor Linden (46:48) | 6:1 (3:1, 2:0, 1:0) Spielbericht Stand: 2:1 | St. Louis Blues Brett Hull (0:20) | Pacific Coliseum, Vancouver, British Columbia Zuschauer: 13.409 |

| 13. Mai 1995 | Vancouver Canucks Pawel Bure (5:53) Russ Courtnall (24:41) | 2:5 (1:1, 1:3, 0:1) Spielbericht Stand: 2:2 | St. Louis Blues Jeff Norton (7:37) Brendan Shanahan (28:26) Brendan Shanahan (31:17) Brendan Shanahan (32:42) Glenn Anderson (53:01) | Pacific Coliseum, Vancouver, British Columbia Zuschauer: 16.150 |

| 15. Mai 1995 | St. Louis Blues Brett Hull (12:10) Todd Elik (30:13) Bill Houlder (36:56) Brendan Shanahan (42:32) Murray Baron (48:22) | 5:6 n. V. (1:1, 2:2, 2:2, 0:1) Spielbericht Stand: 2:3 | Vancouver Canucks Pawel Bure (4:55) Christian Ruuttu (24:31) Geoff Courtnall (24:48) Josef Beránek (41:37) Cliff Ronning (45:56) Cliff Ronning (61:48) | Kiel Center, St. Louis, Missouri Zuschauer: 18.907 |

| 17. Mai 1995 | Vancouver Canucks Geoff Courtnall (31:14) Pawel Bure (37:19) | 2:8 (0:2, 2:4, 0:2) Spielbericht Stand: 3:3 | St. Louis Blues Brett Hull (5:56) Brett Hull (19:51) Esa Tikkanen (28:59) Adam Creighton (31:54) Basil McRae (32:35) Todd Elik (36:53) Esa Tikkanen (48:34) Guy Carbonneau (51:24) | Pacific Coliseum, Vancouver, British Columbia Zuschauer: 16.015 |

| 19. Mai 1995 | St. Louis Blues Basil McRae (13:36) Denis Chassé (27:55) Brett Hull (55:25) | 3:5 (1:3, 1:1, 1:1) Spielbericht Stand: 3:4 | Vancouver Canucks Adrian Aucoin (8:35) Pawel Bure (12:33) Geoff Courtnall (18:27) Cliff Ronning (22:05) Pawel Bure (59:38) | Kiel Center, St. Louis, Missouri Zuschauer: 20.273 |

#### (4) Chicago Blackhawks – (5) Toronto Maple Leafs
| 7. Mai 1995 | Chicago Blackhawks Patrick Poulin (32:33) Tony Amonte (34:01) Jeff Shantz (53:28) | 3:5 (0:1, 2:1, 1:3) Spielbericht Stand: 0:1 | Toronto Maple Leafs Mats Sundin (4:05) Paul DiPietro (39:26) Mike Gartner (41:25) Mats Sundin (50:50) Dave Andreychuk (51:04) | United Center, Chicago, Illinois Zuschauer: 19.042 |

| 9. Mai 1995 | Chicago Blackhawks | 0:3 (0:0, 0:1, 0:2) Spielbericht Stand: 0:2 | Toronto Maple Leafs Mike Ridley (39:53) Mats Sundin (49:18) Mike Gartner (59:43) | United Center, Chicago, Illinois Zuschauer: 19.017 |

| 11. Mai 1995 | Toronto Maple Leafs Mike Ridley (15:16) Mats Sundin (59:02) | 2:3 (1:1, 0:1, 1:1) Spielbericht Stand: 2:1 | Chicago Blackhawks Gary Suter (18:43) Gary Suter (23:44) Chris Chelios (53:02) | Maple Leaf Gardens, Toronto, Ontario Zuschauer: 15.746 |

| 13. Mai 1995 | Toronto Maple Leafs Jamie Macoun (41:57) | 1:3 (0:1, 0:1, 1:1) Spielbericht Stand: 2:2 | Chicago Blackhawks Joe Murphy (13:28) Murray Craven (28:22) Jeff Shantz (59:14) | Maple Leaf Gardens, Toronto, Ontario Zuschauer: 15.746 |

| 15. Mai 1995 | Chicago Blackhawks Murray Craven (10:22) Tony Amonte (29:53) Joe Murphy (45:30) Murray Craven (54:41) | 4:2 (1:0, 1:1, 2:1) Spielbericht Stand: 3:2 | Toronto Maple Leafs Mats Sundin (39:11) Dave Andreychuk (42:52) | United Center, Chicago, Illinois Zuschauer: 19.806 |

| 17. Mai 1995 | Toronto Maple Leafs Dmitri Mironow (25:17) Tie Domi (32:14) Mike Ridley (34:36) Randy Wood (40:55) Randy Wood (70:00) | 5:4 n. V. (0:1, 3:0, 1:3, 1:0) Spielbericht Stand: 3:3 | Chicago Blackhawks Dirk Graham (17:12) Denis Savard (42:38) Joe Murphy (52:49) Brent Sutter (55:23) | Maple Leaf Gardens, Toronto, Ontario Zuschauer: 15.746 |

| 19. Mai 1995 | Chicago Blackhawks Denis Savard (13:41) Eric Weinrich (37:51) Joe Murphy (51:53) Patrick Poulin (52:19) Joe Murphy (59:50) | 5:2 (1:1, 1:0, 3:1) Spielbericht Stand: 4:3 | Toronto Maple Leafs Dave Andreychuk (17:03) Dmitri Mironow (56:47) | United Center, Chicago, Illinois Zuschauer: 21.793 |

## Conference-Halbfinale

### Eastern Conference

#### (2) Philadelphia Flyers – (8) New York Rangers
| 21. Mai 1995 | Philadelphia Flyers John LeClair (22:57) John LeClair (36:52) John LeClair (52:50) Éric Desjardins (55:11) Éric Desjardins (67:03) | 5:4 n. V. (0:2, 2:1, 2:1, 1:0) Spielbericht Stand: 1:0 | New York Rangers Brian Leetch (3:08) Petr Nedvěd (19:45) Pat Verbeek (35:17) Pat Verbeek (59:41) | CoreStates Spectrum, Philadelphia, Pennsylvania Zuschauer: 17.380 |

| 22. Mai 1995 | Philadelphia Flyers Eric Lindros (26:15) Dmitri Juschkewitsch (36:36) Mikael Renberg (40:25) Kevin Haller (60:25) | 4:3 n. V. (0:2, 2:0, 1:1, 1:0) Spielbericht Stand: 2:0 | New York Rangers Brian Leetch (7:35) Brian Leetch (12:46) Brian Leetch (51:19) | CoreStates Spectrum, Philadelphia, Pennsylvania Zuschauer: 17.380 |

| 24. Mai 1995 | New York Rangers Mark Messier (33:00) Sergei Subow (53:00) | 2:5 (0:2, 1:3, 1:0) Spielbericht Stand: 0:3 | Philadelphia Flyers Kevin Dineen (2:54) Mikael Renberg (19:44) Kevin Dineen (23:07) Rod Brind’Amour (30:23) Kevin Haller (36:59) | Madison Square Garden, New York City, New York Zuschauer: 18.200 |

| 26. Mai 1995 | New York Rangers Mark Osborne (39:21) | 1:4 (0:2, 1:2, 0:0) Spielbericht Stand: 0:4 | Philadelphia Flyers Karl Dykhuis (12:37) Karl Dykhuis (17:08) Mikael Renberg (32:29) Anatoli Semjonow (34:22) | Madison Square Garde, New York City, New York Zuschauer: 18.200 |

#### (3) Pittsburgh Penguins – (5) New Jersey Devils
| 20. Mai 1995 | Pittsburgh Penguins Ron Francis (28:12) Jaromír Jágr (41:16) Luc Robitaille (58:44) | 3:2 (0:1, 1:0, 2:1) Spielbericht Stand: 1:0 | New Jersey Devils Stéphane Richer (11:39) Claude Lemieux (51:01) | Civic Arena, Pittsburgh, Pennsylvania Zuschauer: 16.643 |

| 22. Mai 1995 | Pittsburgh Penguins Jaromír Jágr (16:34) Jaromír Jágr (58:45) | 2:4 (1:1, 0:0, 1:3) Spielbericht Stand: 1:1 | New Jersey Devils John MacLean (6:53) Claude Lemieux (47:49) Scott Stevens (59:31) Claude Lemieux (59:59) | Civic Arena, Pittsburgh, Pennsylvania Zuschauer: 16.817 |

| 24. Mai 1995 | New Jersey Devils John MacLean (20:58) Bobby Holík (24:03) Randy McKay (37:48) Claude Lemieux (56:17) Scott Niedermayer (58:51) | 5:1 (0:0, 3:1, 2:0) Spielbericht Stand: 2:1 | Pittsburgh Penguins Ron Francis (30:40) | Brendan Byrne Arena, East Rutherford, New Jersey Zuschauer: 18.139 |

| 26. Mai 1995 | New Jersey Devils Neal Broten (40:40) Neal Broten (78:36) | 2:1 n. V. (0:0, 0:0, 1:1, 1:0) Spielbericht Stand: 3:1 | Pittsburgh Penguins Ron Francis (48:57) | Brendan Byrne Arena, East Rutherford, New Jersey Zuschauer: 19.040 |

| 28. Mai 1995 | Pittsburgh Penguins Chris Joseph (9:10) | 1:4 (1:1, 0:1, 0:2) Spielbericht Stand: 1:4 | New Jersey Devils Bobby Holík (16:31) Claude Lemieux (35:43) Shawn Chambers (46:27) Claude Lemieux (59:42) | Civic Arena, Pittsburgh, Pennsylvania Zuschauer: 17.181 |

### Western Conference

#### (1) Detroit Red Wings – (7) San Jose Sharks
| 21. Mai 1995 | Detroit Red Wings Dino Ciccarelli (29:56) Paul Coffey (35:33) Doug Brown (44:01) Ray Sheppard (50:08) Sergei Fjodorow (56:07) Kris Draper (59:00) | 6:0 (0:0, 2:0, 4:0) Spielbericht Stand: 1:0 | San Jose Sharks | Joe Louis Arena, Detroit, Michigan Zuschauer: 19.875 |

| 23. Mai 1995 | Detroit Red Wings Paul Coffey (1:37) Sergei Fjodorow (9:38) Steve Yzerman (12:07) Dino Ciccarelli (14:47) Sergei Fjodorow (34:01) Doug Brown (39:45) | 6:2 (4:0, 2:0, 0:2) Spielbericht Stand: 2:0 | San Jose Sharks Mike Rathje (46:01) Ulf Dahlén (50:19) | Joe Louis Arena, Detroit, Michigan Zuschauer: 19.875 |

| 25. Mai 1995 | San Jose Sharks Ray Whitney (49:03) Sergei Makarow (51:44) | 2:6 (0:2, 0:1, 2:3) Spielbericht Stand: 0:3 | Detroit Red Wings Ray Sheppard (15:08) Wjatscheslaw Koslow (15:51) Wjatscheslaw Koslow (35:49) Sergei Fjodorow (40:19) Darren McCarty (41:38) Dino Ciccarelli (58:57) | San Jose Arena, San José, Kalifornien Zuschauer: 17.190 |

| 27. Mai 1995 | San Jose Sharks Ray Whitney (21:15) Mike Rathje (29:16) | 2:6 (0:4, 2:1, 0:1) Spielbericht Stand: 0:4 | Detroit Red Wings Paul Coffey (6:01) Wjatscheslaw Koslow (6:29) Doug Brown (9:56) Wjatscheslaw Koslow (10:34) Bob Errey (34:39) Darren McCarty (47:44) | San Jose Arena, San José, Kalifornien Zuschauer: 17.190 |

#### (4) Chicago Blackhawks – (6) Vancouver Canucks
| 21. Mai 1995 | Chicago Blackhawks Denis Savard (50:02) Joe Murphy (69:04) | 2:1 n. V. (0:0, 0:1, 1:0, 1:0) Spielbericht Stand: 1:0 | Vancouver Canucks Trevor Linden (39:41) | United Center, Chicago, Illinois Zuschauer: 18.532 |

| 23. Mai 1995 | Chicago Blackhawks Jim Cummins (13:56) Patrick Poulin (45:48) | 2:0 (1:0, 0:0, 1:0) Spielbericht Stand: 2:0 | Vancouver Canucks | United Center, Chicago, Illinois Zuschauer: 21.358 |

| 25. Mai 1995 | Vancouver Canucks Russ Courtnall (18:16) Russ Courtnall (52:34) | 2:3 n. V. (1:1, 0:0, 1:1, 0:1) Spielbericht Stand: 0:3 | Chicago Blackhawks Patrick Poulin (18:31) Murray Craven (59:15) Chris Chelios (66:22) | Pacific Coliseum, Vancouver, British Columbia Zuschauer: 13.106 |

| 27. Mai 1995 | Vancouver Canucks Jeff Brown (24:01) Roman Oksjuta (29:11) Roman Oksjuta (37:29) | 3:4 n. V. (0:0, 3:2, 0:1, 0:1) Spielbericht Stand: 0:4 | Chicago Blackhawks Murray Craven (24:13) Gerald Diduck (39:12) Jeremy Roenick (50:49) Chris Chelios (65:35) | Pacific Coliseum, Vancouver, British Columbia Zuschauer: 15.016 |

## Conference-Finale

### Eastern Conference

#### (2) Philadelphia Flyers – (5) New Jersey Devils
| 3. Juni 1995 | Philadelphia Flyers Craig MacTavish (58:06) | 1:4 (0:2, 0:1, 1:1) Spielbericht Stand: 0:1 | New Jersey Devils Bill Guerin (15:06) Scott Niedermayer (18:34) Randy McKay (35:02) Bill Guerin (42:04) | CoreStates Spectrum, Philadelphia, Pennsylvania Zuschauer: 17.380 |

| 5. Juni 1995 | Philadelphia Flyers Eric Lindros (7:08) Mikael Renberg (13:54) | 2:5 (2:2, 0:3, 0:0) Spielbericht Stand: 0:2 | New Jersey Devils Randy McKay (12:32) John MacLean (19:48) Neal Broten (23:51) Bobby Holík (24:59) Ken Daneyko (37:02) | CoreStates Spectrum, Philadelphia, Pennsylvania Zuschauer: 17.380 |

| 7. Juni 1995 | New Jersey Devils Claude Lemieux (1:32) Randy McKay (22:53) | 2:3 n. V. (1:1, 1:0, 0:1, 0:1) Spielbericht Stand: 2:1 | Philadelphia Flyers Kevin Dineen (4:34) Rod Brind’Amour (53:57) Eric Lindros (64:19) | Brendan Byrne Arena, East Rutherford, New Jersey Zuschauer: 19.040 |

| 10. Juni 1995 | New Jersey Devils Brian Rolston (14:44) Mike Peluso (53:31) | 2:4 (1:1, 0:1, 1:2) Spielbericht Stand: 2:2 | Philadelphia Flyers Shjon Podein (18:09) Mikael Renberg (37:50) Rod Brind’Amour (44:53) Éric Desjardins (51:47) | Brendan Byrne Arena, East Rutherford, New Jersey Zuschauer: 19.040 |

| 11. Juni 1995 | Philadelphia Flyers Kevin Dineen (7:28) Kevin Dineen (43:13) | 2:3 (1:2, 0:0, 1:1) Spielbericht Stand: 2:3 | New Jersey Devils John MacLean (3:42) Bobby Carpenter (17:17) Claude Lemieux (59:15) | CoreStates Spectrum, Philadelphia, Pennsylvania Zuschauer: 17.380 |

| 13. Juni 1995 | New Jersey Devils Stéphane Richer (10:25) Brian Rolston (18:15) Randy McKay (31:58) Claude Lemieux (50:11) | 4:2 (2:1, 1:0, 1:1) Spielbericht Stand: 4:2 | Philadelphia Flyers Jim Montgomery (4:05) Mikael Renberg (56:29) | Brendan Byrne Arena, East Rutherford, New Jersey Zuschauer: 19.040 |

### Western Conference

#### (1) Detroit Red Wings – (4) Chicago Blackhawks
| 1. Juni 1995 | Detroit Red Wings Keith Primeau (22:26) Nicklas Lidström (61:01) | 2:1 n. V. (0:1, 1:0, 0:0, 1:0) Spielbericht Stand: 1:0 | Chicago Blackhawks Joe Murphy (15:19) | Joe Louis Arena, Detroit, Michigan Zuschauer: 19.875 |

| 4. Juni 1995 | Detroit Red Wings Dino Ciccarelli (16:43) Doug Brown (47:57) Kris Draper (58:15) | 3:2 (1:1, 0:1, 2:0) Spielbericht Stand: 2:0 | Chicago Blackhawks Chris Chelios (7:59) Tony Amonte (31:07) | Joe Louis Arena, Detroit, Michigan Zuschauer: 19.875 |

| 6. Juni 1995 | Chicago Blackhawks Denis Savard (7:23) Bernie Nicholls (23:02) Jeff Shantz (48:33) | 3:4 n. V. (1:1, 1:2, 1:0, 0:0, 0:1) Spielbericht Stand: 0:3 | Detroit Red Wings Keith Primeau (18:31) Stu Grimson (25:32) Paul Coffey (33:20) Wladimir Konstantinow (69:25) | United Center, Chicago, Illinois Zuschauer: 22.709 |

| 8. Juni 1995 | Chicago Blackhawks Denis Savard (7:07) Joe Murphy (11:18) Dirk Graham (16:41) Denis Savard (24:08) Joe Murphy (38:03) | 5:2 (3:0, 2:0, 0:2) Spielbericht Stand: 1:3 | Detroit Red Wings Kris Draper (44:49) Ray Sheppard (50:25) | United Center, Chicago, Illinois Zuschauer: 22.738 |

| 11. Juni 1995 | Detroit Red Wings Steve Yzerman (31:36) Wjatscheslaw Koslow (82:25) | 2:1 n. V. (0:1, 1:0, 0:0, 0:0, 1:0) Spielbericht Stand: 4:1 | Chicago Blackhawks Denis Savard (10:18) | Joe Louis Arena, Detroit, Michigan Zuschauer: 19.875 |

## Stanley-Cup-Finale

### (W1) Detroit Red Wings – (E5) New Jersey Devils
| 17. Juni 1995 | Detroit Red Wings Dino Ciccarelli (33:08) | 1:2 (0:0, 1:1, 0:1) Spielbericht Stand: 0:1 | New Jersey Devils Stéphane Richer (29:41) Claude Lemieux (43:17) | Joe Louis Arena, Detroit, Michigan Zuschauer: 19.875 |

| 20. Juni 1995 | Detroit Red Wings Wjatscheslaw Koslow (27:17) Sergei Fjodorow (41:36) | 2:4 (0:0, 1:1, 1:3) Spielbericht Stand: 0:2 | New Jersey Devils John MacLean (29:40) Scott Niedermayer (49:47) Jim Dowd (58:36) Stéphane Richer (59:39) | Joe Louis Arena, Detroit, Michigan Zuschauer: 19.875 |

| 22. Juni 1995 | New Jersey Devils Bruce Driver (10:30) Claude Lemieux (16:52) Neal Broten (26:59) Randy McKay (28:20) Bobby Holík (48:14) | 5:2 (2:0, 2:0, 1:2) Spielbericht Stand: 3:0 | Detroit Red Wings Sergei Fjodorow (56:57) Steve Yzerman (58:27) | Brendan Byrne Arena, East Rutherford, New Jersey Zuschauer: 19.040 |

| 24. Juni 1995 | New Jersey Devils Neal Broten (1:08) Shawn Chambers (17:45) Neal Broten (27:56) Sergei Brylin (47:46) Shawn Chambers (52:32) | 5:2 (2:2, 1:0, 2:0) Spielbericht Stand: 4:0 | Detroit Red Wings Sergei Fjodorow (2:03) Paul Coffey (13:01) | Brendan Byrne Arena, East Rutherford, New Jersey Zuschauer: 19.040 |

### Stanley-Cup-Sieger
Der Stanley-Cup-Sieger New Jersey Devils ließ traditionell insgesamt 43 Personen, davon 25 Spieler sowie einige Funktionäre, darunter der Trainerstab und das Management, auf den Sockel der Trophäe eingravieren. Unter diesen war der Assistenztrainer Larry Robinson, der bereits als Spieler den Stanley Cup fünfmal gewonnen hatte. Unter den Scouts war mit Marcel Pronovost ein weiterer, dessen Name bereits zum sechsten Mal auf den Cup graviert wurde. Für die Spieler gilt dabei, dass sie entweder 41 Partien für die Mannschaft in der regulären Saison bestritten haben sollten oder eine Partie in der Finalserie. Dabei gibt es aber auch immer wieder Ausnahmeregelungen.
Die 25 Spieler New Jerseys setzten sich aus zwei Torhütern, acht Verteidigern und 15 Angreifern zusammen, darunter mit dem Schweden Albelin, dem Tschechen Holík und den beiden Russen Brylin und Selepukin vier Europäer. Mit Neal Broten gewann 16 Jahre nach dem Olympiasieg der USA beim Miracle on Ice der zweite Spieler aus dem Kader nach Ken Morrow den Stanley Cup.
| Stanley-Cup-Sieger New Jersey Devils | Torhüter: Martin Brodeur, Chris Terreri Verteidiger: Tommy Albelin, Shawn Chambers, Ken Daneyko, Kevin Dean, Bruce Driver, Chris McAlpine, Scott Niedermayer, Scott Stevens (C) Angreifer: Neal Broten, Sergei Brylin, Bobby Carpenter, Tom Chorske, Danton Cole, Jim Dowd, Bill Guerin, Bobby Holík, Claude Lemieux, John MacLean, Randy McKay, Mike Peluso, Stéphane Richer, Brian Rolston, Waleri Selepukin Cheftrainer: Jacques Lemaire General Manager: Lou Lamoriello |

## Beste Scorer
Abkürzungen: GP = Spiele, G = Tore, A = Assists, Pts = Punkte, +/− = Plus/Minus, PIM = Strafminuten; Fett: Bestwert
| Spieler             | Team       | GP | G  | A  | Pts | +/− | PIM |
| ------------------- | ---------- | -- | -- | -- | --- | --- | --- |
| Sergei Fjodorow     | Detroit    | 17 | 7  | 17 | 24  | +13 | 6   |
| Stéphane Richer     | New Jersey | 19 | 6  | 15 | 21  | +9  | 2   |
| Neal Broten         | New Jersey | 20 | 7  | 12 | 19  | +13 | 6   |
| Ron Francis         | Pittsburgh | 12 | 6  | 13 | 19  | +3  | 4   |
| Denis Savard        | Chicago    | 16 | 7  | 11 | 18  | +12 | 10  |
| Paul Coffey         | Detroit    | 18 | 6  | 12 | 18  | +4  | 10  |
| John MacLean        | New Jersey | 20 | 5  | 13 | 18  | +8  | 14  |
| Claude Lemieux      | New Jersey | 20 | 13 | 3  | 16  | +12 | 20  |
| Wjatscheslaw Koslow | Detroit    | 18 | 9  | 7  | 16  | +12 | 10  |
| Nicklas Lidström    | Detroit    | 18 | 4  | 12 | 16  | +4  | 8   |

Die Plus/Minus-Statistik führte Doug Brown von den Detroit Red Wings mit +14 an.

## Beste Torhüter
Die kombinierte Tabelle zeigt die jeweils drei besten Torhüter in den Kategorien Gegentorschnitt und Fangquote sowie die jeweils Führenden in den Kategorien Shutouts und Siege.
Abkürzungen: GP = Spiele, Min = Eiszeit (in Minuten), W = Siege, L = Niederlagen, GA = Gegentore, SO = Shutouts, Sv% = gehaltene Schüsse (in %), GAA = Gegentorschnitt; Fett: Bestwert; Sortiert nach Gegentorschnitt.
 Erfasst werden nur Torhüter mit 180 absolvierten Spielminuten.
| Spieler        | Team       | GP | Min     | W  | L | GA | SO | Sv%  | GAA  |
| -------------- | ---------- | -- | ------- | -- | - | -- | -- | ---- | ---- |
| Martin Brodeur | New Jersey | 20 | 1221:58 | 16 | 4 | 34 | 3  | 92,7 | 1,67 |
| Ed Belfour     | Chicago    | 16 | 1013:38 | 9  | 7 | 37 | 1  | 92,3 | 2,19 |
| Mike Vernon    | Detroit    | 18 | 1063:17 | 12 | 6 | 41 | 1  | 88,9 | 2,31 |
| Félix Potvin   | Toronto    | 7  | 423:41  | 3  | 4 | 20 | 1  | 92,1 | 2,83 |